# Daniël François van Alphen
Daniël François van Alphen (Utrecht, 30 augustus 1774 - Voorschoten, 15 oktober 1840) was een Nederlands marine-officier, koopman, ambtenaar en politicus.

## Levensloop
Van Alphen werd in 1774 in Utrecht geboren als zoon van de dichter Hieronymus van Alphen en Johanna Maria van Goens. Van Alphen werd na zijn niet-voltooide studie letteren aan de Hogeschool te Leiden (1789 - 1791) opgeleid tot officier bij de Marine, waar hij enige jaren tweede luitenant ter zee was.

### In Nederlands-Indië
In 1797 werd hij ambtenaar in Nederlands-Indië, waar hij eerst werd toegevoegd aan de Nederlandse vertegenwoordiging in Jogjakarta (1797) en Semarang (1798) als onderkoopman buiten emplooi, waarna hij opklom tot secretaris van de politieke raad in Semarang (1799 - 1801) en administrateur/koopman en resident in Soerabaya (1801 - 1808). Hij werd daar door Herman Willem Daendels uit zijn functie ontzet. Via de Verenigde Staten van Amerika en Denemarken reisde hij terug naar het Europees Nederland, waar hij tot 1812 ambteloos in Arnhem woonde.
Hij verbleef enkele jaren in Londen, en keerde in 1815 terug naar Nederland, en ging in Voorschoten wonen. In zijn tijd in Londen (1812) onderhandelde hij met goedkeuring van de erfstadhouder Willem over een onafhankelijk Java.

### Politieke carrière
Met het verslaan van de Fransen en de instelling van het Koninkrijk in Nederland keerde Van Alphen terug in de politiek. Allereerst als lid van de Provinciale Staten van Holland voor Leiden (juni - augustus 1815) en daarna als buitengewoon lid van de Staten-Generaal der Verenigde Nederlanden (8 - 19 augustus 1815) voor de goedkeuring van de grondwet van 1815. In november werd hij vervolgens voor Holland in de Tweede Kamer der Staten-Generaal gekozen, waar hij tot zijn dood lid van zou blijven. In 1824 werd hij daarnaast ook lid van de Stedelijke Raad van Leiden en in 1829 werd hij hoogheemraad van Rijnland.
In de Kamer nam hij dikwijls een oppositionele rol in, en was hij samen met Gijsbert Karel van Hogendorp een van de belangrijkste oppositieleden uit Noord-Nederland. In 1817, 1835 en 1837 stemde hij bijvoorbeeld tegen de ontwerp-Wet op de middelen, en was hij in 1818 een van de vier Noord-Nederlanders die tegen een (nipt verworpen) wetsvoorstel tegen de beperking van de vrijheid van drukpers stemde. In 1819 stemde hij tegen de ontwerpbegroting van 1820-1830, en in 1830 was hij vóór de splitsing van Nederland in Noord- en Zuid-Nederland.

### Personalia
Een dochter van Van Alphen, jkvr. Johanna Maria van Alphen (1799-1866), trouwde met stadsarchitect en rijksbouwmeester Willem Nicolaas Rose.